# Томатный сок
Томатный сок — сок, полученный из томатов (помидоров). Потребляется в виде напитка, а также является ингредиентом для приготовления некоторых коктейлей, таких как «Кровавая Мэри», «Сангрита» и «Мичелада».

## История
В США считается, что первым стал продавать томатный сок в 1917 году Луи Перрен, владелец гостиницы French Lick Springs Hotel в южной Индиане, когда у него закончился апельсиновый сок и его требовалось срочно чем-то заменить. Изобретённый Перреном рецепт сока, включавший мякоть помидоров, сахар и специальный соус, быстро получил популярность; тогда же в Чикаго появился первый коктейль с томатным соком.
В Америке массовое производство и продажи томатного сока начались в середине 1920-х годов, а через несколько лет он стал популярным напитком для завтрака.
В 1937 году, после двухмесячной поездки по Америке наркома пищевой промышленности Анастаса Микояна, в СССР была выпущена первая партия томатного сока; в Москве на Манежной площади была организована его бесплатная дегустация. Однако большинство лиц, пробовавших сок, дало ему отрицательную оценку. Однако, благодаря широкой рекламной кампании, томатный сок получил всеобщее признание. Томатный сок в Советском Союзе был везде: в гастрономах, детских садах, буфетах учебных заведений, буфетах театров и кинотеатров, кафетериях и заводских столовых. В советских гастрономах, магазинах «Соки-воды» и «Овощи-фрукты» всегда можно было купить томатный сок в трёхлитровых банках и на разлив. Прямо в магазине за 10 копеек можно было купить стаканчик томатного сока, покупатели тут же могли бесплатно добавить соль в свой напиток.
Томатный сок, как и сами томаты, содержит антиоксидант ликопин, потребление которого, согласно некоторым исследованиям, может защитить от целого ряда заболеваний. Небольшое по масштабам исследование в 2000 году показало, что томатный сок содержит фактор (под кодовым названием P3), который препятствует «слипанию» тромбоцитов в крови и образованию тромбов. Авторы исследования предполагают, что продукт может оказаться полезным для больных диабетом. Впрочем, реальный эффект от повышенного употребления томатного сока больными диабетом не изучался.  
Томатный сок — частый выбор напитка у пассажиров самолётов. На борту он пользуется непропорционально большей популярностью по сравнению с его потреблением на земле. Причины этого необычного явления достоверно не известны, но немецкий авиационный справочник выдвигает несколько гипотез. Из-за сухого разряженного воздуха в салоне самолёта бортовое питание в целом кажется более пресным, чем на земле, и томатный сок с его интенсивным ароматом, солью и перцем компенсирует вкус еды. Обезвоживание организма по той же причине приводит к потере солей и минералов, и пассажиры инстинктивно пытаются восполнить дефицит с помощью томатного сока. Поскольку обслуживание в экономическом классе обычно не предполагает алкогольных напитков, пассажир выбирает доступную «экзотику».  

## Промышленное производство томатного сока
Промышленное производство томатного сока состоит из нескольких этапов:
- сортировка, очистка и мытье производственного сырья;
- измельчение томатов;
- процесс нагревания и последующей экстракции томатной массы;
- центрифугирование и протирка готовой томатной массы;
- фасовка, стерилизация либо пастеризация готового сока.

Томатный сок при промышленном производстве получают из зрелых плодов томатов в виде однородной, содержащей мякоть массы, и консервируют добавлением 0,6—1,0 % поваренной соли. Отсортированные помидоры подвергают измельчению, семена отделяют и промывают, сушат и затем могут использовать как посевной материал. Затем дроблёные томаты подвергаются протиранию через сита для удаления грубых включений: например, зеленых частей плодов, после чего протертая масса нагревается с целью уничтожения микроорганизмов, инактивирования окислительных и пектолитических ферментов, а также облегчения процесса протирания. Температура нагревания +75 — +80 °С. В случае, когда нагревание сока проводится медленно, происходит разрушение растворимого пектина. Томатный сок из медленно нагретых плодов имеет низкую вязкость и склонен к расслаиванию. Быстрое инактивирование пектолитических ферментов также достигается путём инжекции пара в томатную массу. При этом вязкость сока может сохраняться на уровне 95 % от первоначальной, но возможно также и разбавление сока конденсатом.
Готовый томатный сок фасуется в стеклянные или жестяные банки, а также в бумажные пакеты Tetra Pak. Томатный сок имеет низкую кислотность и рН 5,5—6,5, что создаёт благоприятные условия для развития целого ряда микроорганизмов, включая спорообразующие. В связи с этим томатный сок подвергают процессу стерилизации при температуре 120 °С в течение 20—30 мин. С целью смягчения режима стерилизации томатный сок могут подкислять до рН 3,7—4,0 путём добавления органических пищевых кислот или смешивают с соками из более кислых плодов. После эксгаустирования стеклянные банки герметично закупоривают и направляют на стерилизацию или пастеризацию.
Томатный сок в промышленном производстве выпускают натуральным или концентрированным (содержит 40 % растворимых сухих веществ). Последний при употреблении разводят до плотности натурального сока и затем употребляют как напиток.
Канадские законы требуют, чтобы сок был выжат из цельных помидоров, тогда как в США большая часть томатного сока производится на основе томатной пасты.
Многие коммерческие производители томатного сока добавляют в него соль. Часто можно встретить и другие добавки — луковый или чесночный порошок, различные специи.